# Église de San Juan de los Caballeros (Ségovie)
L’église de San Juan de los Caballeros (littéralement, église Saint-Jean des Cavaliers) est une église romane de la ville espagnole de Ségovie. Jadis temple catholique, elle est actuellement le siège du Musée Zuloaga.

## Description
L'église de San Juan de los Caballeros, de style roman, se trouve dans la ville de Ségovie, capitale de la province homonyme, en Castille-et-Léon. Elle a été la propriété du peintre Daniel Zuloaga, qui l'a utilisée comme atelier artistique.
Elle a été déclarée monument historico-artistique appartenant au Trésor Artistique National le 3 juin 1931, pendant la Seconde République.
Actuellement, le bâtiment abrite le Musée Zuloaga, et possède le statut de Bien d'Intérêt Culturel.

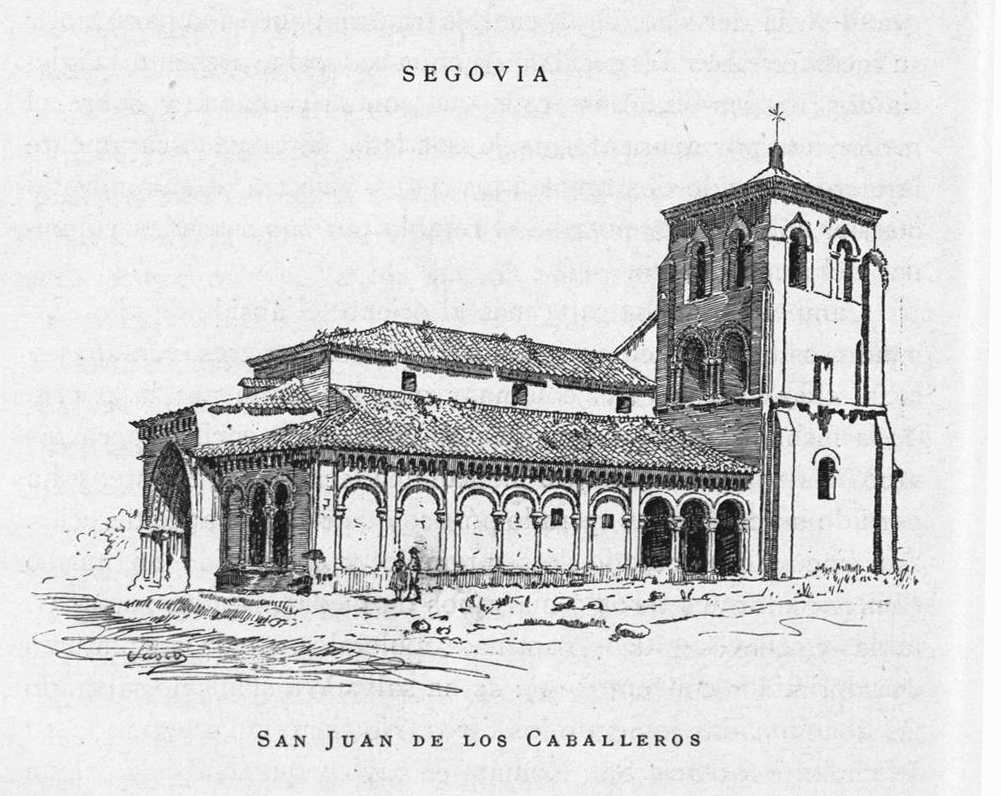
Église de San Juan de los Caballeros par Pascó, vers 1884.
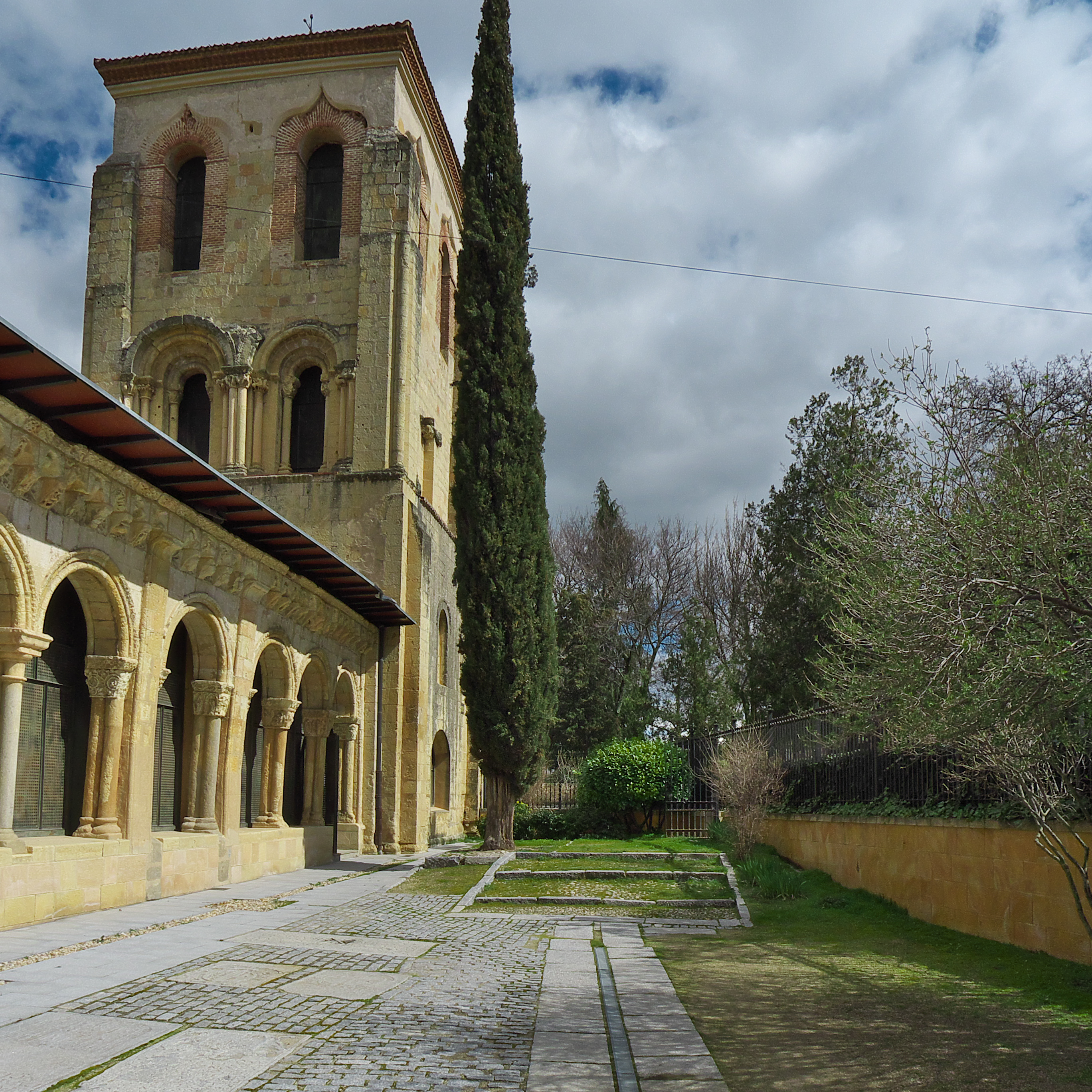
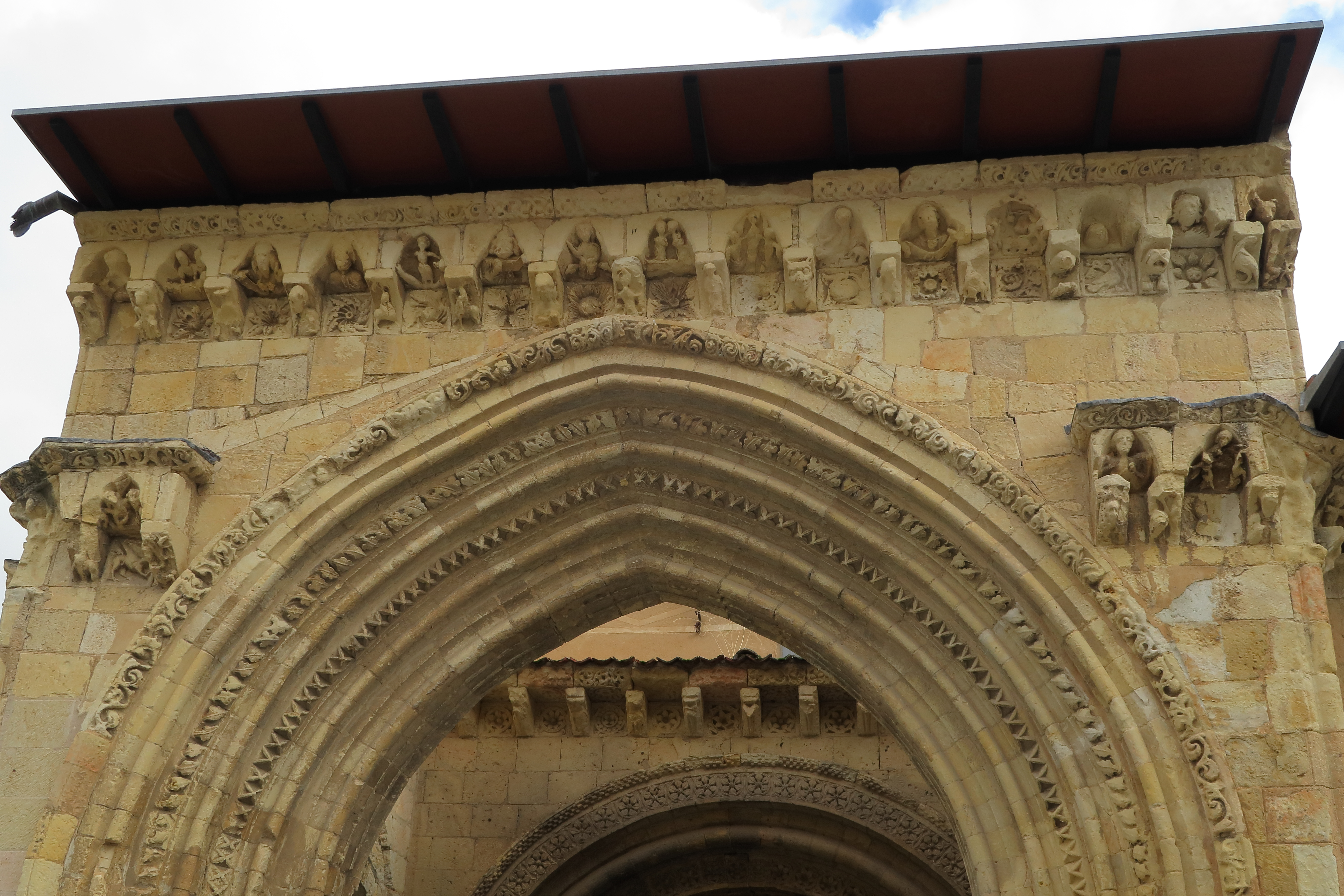
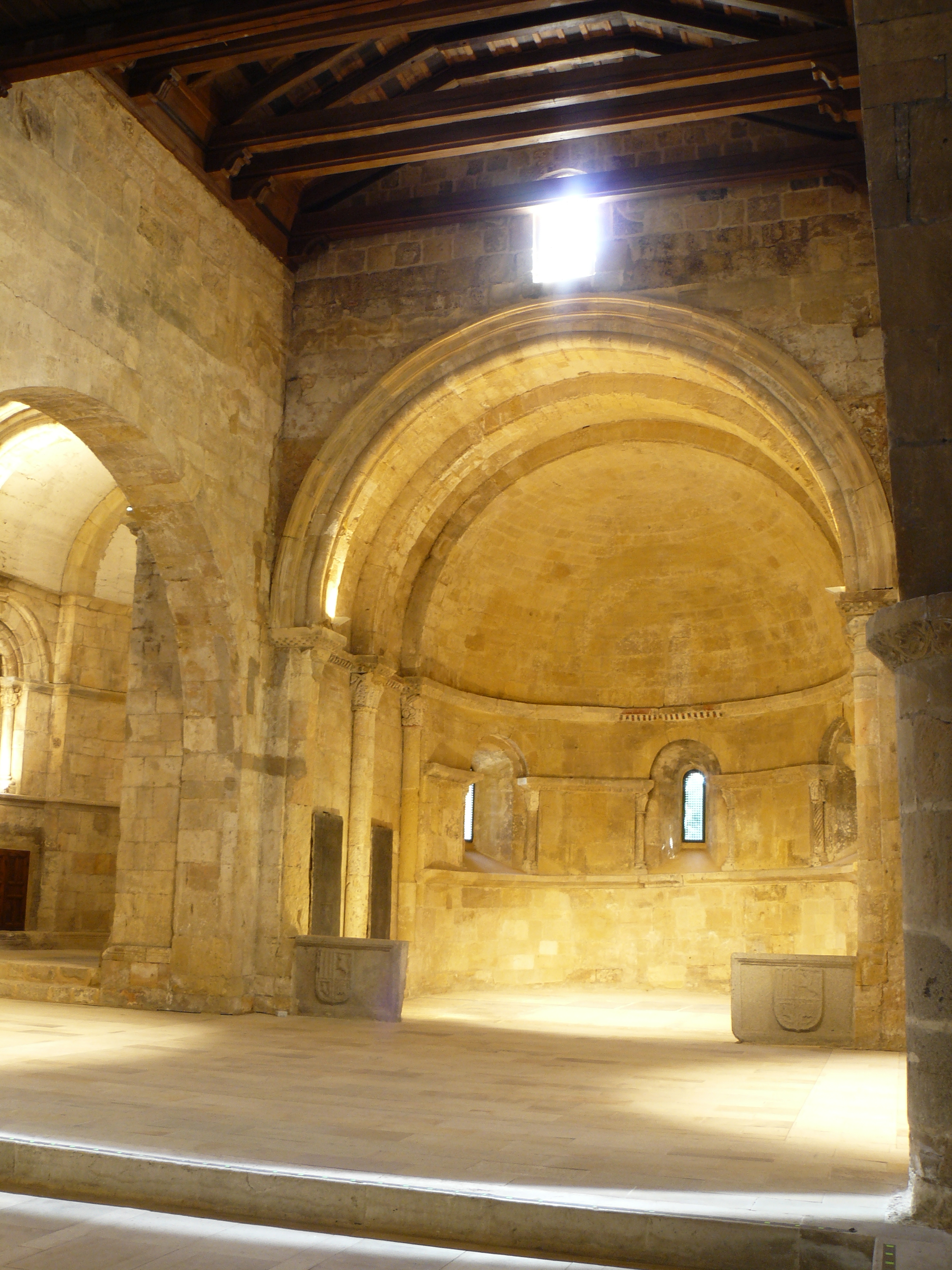